# Bethany (Indiana)
Bethany es un pueblo ubicado en el condado de Morgan en el estado estadounidense de Indiana. En el Censo de 2010 tenía una población de 81 habitantes y una densidad poblacional de 329,2 personas por km².

## Geografía
Bethany se encuentra ubicado en las coordenadas 39°32′2″N 86°22′44″O / 39.53389, -86.37889. Según la Oficina del Censo de los Estados Unidos, Bethany tiene una superficie total de 0.25 km², de la cual 0.21 km² corresponden a tierra firme y (12.63%) 0.03 km² es agua.

## Demografía
Según el censo de 2010, había 81 personas residiendo en Bethany. La densidad de población era de 329,2 hab./km². De los 81 habitantes, Bethany estaba compuesto por el 95.06% blancos, el 0% eran afroamericanos, el 1.23% eran amerindios, el 0% eran asiáticos, el 0% eran isleños del Pacífico, el 0% eran de otras razas y el 3.7% pertenecían a dos o más razas. Del total de la población el 1.23% eran hispanos o latinos de cualquier raza.